# Chilperik I van Bourgondië
Chilperik I (- 480) was een koning van de Bourgondiërs. Hij was een broer van koning Gundioc en dus waarschijnlijk ook een zoon van koning Gundohar. 
Chilperik I werd in 457, toen zijn broer nog leefde, tot (mede-)koning benoemd. Door diens dood in 473 bleef hij over als enige machthebber. Hij nam ook zijn ambt van magister militum Galliarum over, terwijl Gundiocs zoon Gundobad de titel van magister militum praesentialis, dit is een keizerlijke commandant, opnam. Het is onduidelijk in hoeverre Gundiocs zonen, Chilperik II, Godomar I, Gundobad en Godigisel, op dat moment deelnamen aan de macht. In het recent historische onderzoek wordt aangenomen dat zowel Godomar als Chilperik II in 476/477 waren gestorven en enkel Godigisel en Gundobad na de dood van Chilperik de heerschappij deelden.
Chilperik leidde aanvankelijk de strijd tegen de Visigoten, maar stopte deze toen zijn neef Gundobad in 474 bij de West-Romeinse keizer Julius Nepos uit de gunst viel. De afvalligheid van Chilperik leidde tot onderhandelingen, waarbij Julius Nepos het foederati-verdrag met de Bourgondiërs ophief en niet alleen de onafhankelijkheid van de Bourgondiërs erkende, maar ook het bezit van de provincie Viennensis (de Rhônevallei), waarvan Chilperik het zuidelijke deel in 476 opnieuw verloor.
Chilperiks huwelijk met Caretene, dat omstreeks 471 werd gesloten, bleef kinderloos, zodat na zijn dood in 480 het koninkrijk toeviel aan de zonen van zijn broer Gundioc. 